# Teorema da compacidade
O Teorema da Compacidade assegura que um conjunto {\displaystyle \Gamma \,\!} qualquer formado por fórmulas bem formadas de um cálculo de predicados de primeira ordem é satisfazível se, e somente se, todo subconjunto finito {\displaystyle \Gamma _{0}\,\!} de {\displaystyle \Gamma \,\!} também é satisfazível. Ou seja, se {\displaystyle \Gamma \vdash \alpha }, então, qualquer que seja {\displaystyle \Gamma _{0}=\{\alpha _{1}{,...,}\alpha _{n}\}}, com {\displaystyle \Gamma _{0}\subseteq \Gamma }, tem-se que {\displaystyle \Gamma _{0}\vdash \alpha }; reciprocamente, se, qualquer que seja {\displaystyle \Gamma _{0}\subseteq \Gamma }, tem-se que {\displaystyle \Gamma _{0}\vdash \alpha }, então {\displaystyle \Gamma \vdash \alpha }.
Este teorema denota uma importante propriedade para a lógica de predicados, pois garante que toda e qualquer fórmula é derivável (ou logicamente implicada, no caso semântico) a partir de um conjunto finito de premissas.
No caso proposicional, a propriedade da compacidade é consequência do Teorema de Tychonoff (que assegura que o produto de espaços compactos também é compacto) aplicado a espaços de Stone compactos, e daí segue o nome do teorema.

## Definição
Seja  Γ um conjunto de fórmulas da lógica proposicional.  Γ é satisfazível se e somente se todo subconjunto finito de Γ é satisfazível. O teorema é válido mesmo que Γ seja infinito. Prova:
1. IDA 
Assuma que  Γ seja satisfazível. Então existe uma valoração v que satisfaz  Γ. 
Tome S como sendo um subconjunto qualquer de  Γ. Tome v como valoração. 
Como v satisfaz ao conjunto todo (ou seja, satisfaz a  Γ ), v satisfaz cada uma das partes. 
Logo  v satisfaz  S. Portanto, S é satisfazível. 
2. VOLTA 
Assuma que todo subconjunto finito de  Γ é satisfazível (nesse caso dizemos que  Γ é FINITAMENTE SATISFAZÍVEL). 
Temos que provar que  Γ é satisfazível, ou seja, que existe uma valoração v que satisfaz Γ.
Vamos aumentar  Γ de forma consistente até quando esse processo chegue em um CONJUNTO MAXIMALMENTE CONSISTENTE,
isto é, um conjunto ∆ tal que: 
1. Para toda fórmula θ , θ ∈ ∆ ou ¬θ ∈ ∆ . 
2. Para nenhuma fórmula δ , δ ∈ ∆ e ¬δ ∈ ∆ . 
Seja α0, α1, α2,... uma enumeração do conjunto de fórmulas PROP. Agora tome:
- ∆0 = Γ.
- ∆n+1 = {αn} U ∆n se {αn} é consistente com  ∆n. caso contrário, ∆n+1 = Γ.

Faça ∆ = a união de todos os ∆i começando com i = 0.
Podemos afirmar que  ∆ é FINITAMENTE SATISFAZÍVEL. A prova é por indução sobre n,
mostrando que para todo n o ∆n é finitamente satisfazível.
Seja a seguinte valoração: v(x) = 1 se e somente se  x ∈ ∆. 
Claramente v satisfaz a todas as fórmulas atômicas em  ∆. Ou seja, 
precisamos provar que PARA TODA  α ∈ PROP ^v(α) = 1 se e somente se α ∈ ∆.
Prova: por indução sobre a complexidade de α .
1. CASO BASE: α é atômica. 
- Trivial, pois a própria definição de v atesta que v satisfaz α quando α é atômica e pertence a  ∆.

2. CASOS  INDUTIVOS:
I) α é da forma ¬β. 
II) α é da forma (ρ∧θ). 
III) α é da forma (ρ∨θ ). 
IV) α é da forma (ρ→θ).
Demonstraremos apenas o caso da negação: 
I) Hipótese Indutiva:  ^v(β ) = 1 se e somente se  β ∈ ∆
Tese:  ^v(¬β ) = 1 se e somente se ¬β ∈ ∆
IDA: Se  ^ v(¬β) = 1  então  ¬β ∈ ∆ . Suponha que  ¬β ∉ ∆.
Como  ∆ é maximalmente consistente então  β ∈ ∆ .Logo, pela HI,  ^v(β ) = 1. 
Daí,  ^v(¬β ) = 0. Portanto,  ^v(¬β ) ≠ 0.
VOLTA: Se  ¬β ∈ ∆ , então  ^ v(¬β ) = 1. Assuma que  ¬β ∈ ∆.
Como  ∆ é maximalmente consistente,  β ∉ ∆ . Da HI,  ^ v(β ) = 0. Daí,  ^ v(¬β ) = 1. 

## Demonstração
Suponha {\displaystyle {\mathcal {F}}=\{F_{1},F_{2},F_{3},...\}} um conjunto de fórmulas e que todo subconjunto finito de {\displaystyle {\mathcal {F}}} é satisfazível. Seja {\displaystyle A_{1},A_{2},A_{3},...\,\!} uma lista, sem repetições, das fórmulas atômicas que ocorrem em {\displaystyle F_{1}\,\!}, seguida das fórmulas atômicas que ocorrem em {\displaystyle F_{2}\,\!} (e não em {\displaystyle F_{1}\,\!}), e assim por diante.
Uma vez que cada subconjuto finito de {\displaystyle {\mathcal {F}}} é satisfazível, para cada n existe uma valoração {\displaystyle {\mathcal {A}}_{n}} tal que {\displaystyle {\mathcal {A}}_{n}\models \land _{i=1}^{n}F_{n}}. Então, cada {\displaystyle F_{i}\,\!} em {\displaystyle {\mathcal {F}}} é válido para todas estas valorações finitas. Assumimos que {\displaystyle {\mathcal {A}}_{n}} é definido somente nas fórmulas atômicas que ocorrem em {\displaystyle F_{1},F_{2},F_{3},...\,\!}. Para cada {\displaystyle n\,\!}, os valores de verdade que {\displaystyle {\mathcal {A}}_{n}} atribui para {\displaystyle A_{1},A_{2},A_{3},...\,\!} formam uma sequência finita de 0's e 1's. Então {\displaystyle X=\{{\mathcal {A}}_{n}|n=1,2,...\}} é um conjunto infinito de sequências binárias finitas.
Neste ponto, utilizaremos o seguinte lema para mostar que existe uma sequência binária finita {\displaystyle {\bar {\omega }}\,\!} na qual cada prefixo de {\displaystyle {\bar {\omega }}\,\!} será também um prefixo de infitas sentenças de {\displaystyle X\,\!}.
Lema: Seja {\displaystyle X\,\!} um conjunto infinito de strings binárias finitas. Existe uma string binária {\displaystyle {\bar {\omega }}\,\!} infinita tal que qualquer prefixo de {\displaystyle {\bar {\omega }}\,\!} é também prefixo de uma quantidade infinita de {\displaystyle {\bar {x}}\,\!} em {\displaystyle X\,\!}
Demonstração: Uma string binária é uma sequência de 0's e 1's como 1001. As strings 1, 10, 101, 1011 são os prefixos de 1011. Temos um conjunto infinito {\displaystyle X\,\!} de strings de tamanho finito como estas. Queremos construir uma string infinta {\displaystyle {\bar {\omega }}\,\!} de 0's e 1's tal que cada prefixo de {\displaystyle {\bar {\omega }}\,\!} é também prefixo de uma quantidade infinita de strings em {\displaystyle X\,\!}
Nós construiremos {\displaystyle {\bar {\omega }}\,\!} passo a passo da esquerda para a direita. Ao n-ésimo passo, não só saberemos qual será o n-ésimo dígito de {\displaystyle {\bar {\omega }}\,\!} como também excluiremos strings indesejáveis de {\displaystyle X\,\!}.
Para determinarmos qual deverá ser o primeiro dígito de {\displaystyle {\bar {\omega }}\,\!}, olhamos para os primeiros dígitos de todas as strings em {\displaystyle X\,\!} (obviamente existe uma quantidade infinita de strings, assumeremos que se possa verificar todas). Se, ao verificar todas as strings, houver um número infinito de strings que começam com 1, então o primeiro dígito de {\displaystyle {\bar {\omega }}\,\!} será 1 e excluiremos de {\displaystyle X\,\!} todas as strings que começam com 0 (Note que ainda continuaremos com um conjunto infinito de strings). De outra forma, ser houver apenas um número finito de strings que começam com 1, então excluiremos estas e o primeiro dígito de {\displaystyle {\bar {\omega }}\,\!} será 0.
Este mesmo procedimento pode ser repetido até obtermos n dígitos de {\displaystyle {\bar {\omega }}\,\!}. Neste n-ésimo passo, também teremos excluído de {\displaystyle X\,\!} todas as strings que não começam com estes n dígitos, ficando apenas com um subconjunto {\displaystyle X'\,\!}, também infinito, de {\displaystyle X\,\!}. Para obter o (n+1)-ésimo, podemos repetir o mesmo procedimento: Uma vez que {\displaystyle X'\,\!} é infinito, possuirá uma quantidade infinita de strings de comprimento n+1 ou maior, logo se houver uma quantidade infinita de strings cujo (n+1)-ésimo dígito é 1, então o (n+1)-ésimo dígito de {\displaystyle {\bar {\omega }}\,\!} também o será. Caso contrário, será 0 (em ambos os casos, também se exclui as strings indesejadas). Este conjunto resultante ainda será infinito.
Desta forma, continuando o procedimento, teremos uma sequência {\displaystyle {\bar {\omega }}\,\!} infinita na qual os primeiros n dígitos de {\displaystyle {\bar {\omega }}\,\!} são iguais aos primeiros n dígitos de uma quanitade infinita de strings em {\displaystyle X\,\!}, finalizando a demonstração de nosso lema.
Por fim, definimos uma valoração {\displaystyle {\mathcal {A}}} sobre todas as {\displaystyle {\mathcal {A}}_{n}}'s como se segue: Seja {\displaystyle {\mathcal {A}}(A_{n})} o n-ésimo dígito de {\displaystyle {\bar {\omega }}\,\!}. Devemos demonstrar agora que toda fórmula {\displaystyle F\,\!} em {\displaystyle {\mathcal {F}}} vale em {\displaystyle {\mathcal {A}}}, o que segue do fato que {\displaystyle F\,\!} vale em todas as finitas valorações em {\displaystyle X\,\!}. Seja {\displaystyle m\,\!} tal que {\displaystyle F\,\!} não contém nenuhuma fórmula atômica após {\displaystyle A_{m}\,\!}, então existe um {\displaystyle {\mathcal {A}}_{n}} em {\displaystyle X\,\!} tal que {\displaystyle {\mathcal {A}}_{n}\models F} e as primeiras {\displaystyle m\,\!} entradas de {\displaystyle {\mathcal {A}}_{n}} são as mesmas de {\displaystyle {\mathcal {A}}}, donde segue que {\displaystyle {\mathcal {A}}\models F}
Assim, temos que toda fórmula no conjunto {\displaystyle {\mathcal {F}}} vale sob a valoração {\displaystyle {\mathcal {A}}}, o que conclui nossa demonstração.

## Aplicações
O Teorema da Compacidade pode ser usado para estabelecer que toda ordenação parcial de um conjunto infinito (porém contável) pode ser estendida a uma ordenação total. Usa-se o fato de que toda ordenação parcial de um conjunto finito pode ser estendida a uma ordenação total; isto pode ser demonstrado por indução sobre o tamanho do conjunto.